# Greenhorn (Califòrnia)
Greenhorn és una concentració de població designada pel cens dels Estats Units a l'estat de Califòrnia. Segons el cens del 2000 tenia 146 habitants.

## Demografia
Segons el cens del 2000, Greenhorn tenia 146 habitants, 64 habitatges, i 40 famílies. La densitat de població era de 8,4 habitants/km².
Dels 64 habitatges en un 25% hi vivien nens de menys de 18 anys, en un 59,4% hi vivien parelles casades, en un 1,6% dones solteres, i en un 37,5% no eren unitats familiars. En el 29,7% dels habitatges hi vivien persones soles el 14,1% de les quals corresponia a persones de 65 anys o més que vivien soles. El nombre mitjà de persones vivint en cada habitatge era de 2,28 i el nombre mitjà de persones que vivien en cada família era de 2,85.
Per edats la població es repartia de la següent manera: un 23,3% tenia menys de 18 anys, un 3,4% entre 18 i 24, un 32,9% entre 25 i 44, un 28,8% de 45 a 60 i un 11,6% 65 anys o més.
L'edat mediana era de 43 anys. Per cada 100 dones de 18 o més anys hi havia 124 homes.
La renda mediana per habitatge era de 151.513 $ i la renda mediana per família de 151.053 $. Els homes tenien una renda mediana de 136.250 $ mentre que les dones 14.625 $. La renda per capita de la població era de 21.525 $. Cap de les famílies estaven per davall del llindar de pobresa.

## Poblacions més properes
El següent diagrama mostra les poblacions més properes.